# Davis Love III
Davis Milton Love III (født 13. april 1964 i Charlotte, North Carolina, USA) er en amerikansk golfspiller, der (pr. september 2010 står noteret for 20 sejre på PGA Touren. Hans bedste resultat i en Major-turnering er hans sejr ved US PGA Championship i 1997.
Love har hele 6 gange, i 1993, 1995, 1997, 1999, 2002 og 2004, repræsenteret det amerikanske hold ved Ryder Cupen, hvilket har ført 2 sejre og 4 nederlag med sig.